# Дзвоники однорічні
Дзвоники однорічні (Campanula erinus L.) — вид квіткових рослин родини дзвоникові (Campanulaceae).

## Опис
Однорічна трав'яниста рослина. Часто має розгалужене стебло висотою від 3 до 10 (30) см. Стебла сланкі або висхідні. Листки лопатчаті, оберненояйцевидні або довгасті, тупо-зубчасті. Прикореневі листки 1 см завширшки й 3–4 см завдовжки; листки стеблові 1 см завдовжки. Квітковий віночок світло-блакитний, від 2 до 5 міліметрів. Капсули 3–3.8 мм в діаметрі. Насіння 0.5–0.6x0.2 мм. Період цвітіння триває з березня по травень

## Поширення
Північна Африка: Алжир; Єгипет; Лівія; Марокко; Туніс. Кавказ: Вірменія; Азербайджан; Грузія. Азія: Кіпр; Іран; Ірак; Ізраїль; Йорданія; Ліван; Сирія; Туреччина; Саудівська Аравія. Європа: Молдова; Україна (Крим); Албанія; Боснія і Герцеговина; Хорватія; Греція; Італія; Мальта; Чорногорія; Франція; Португалія [вкл. Мадейра]; Іспанія.
Типовими для проживання цеї рослини є стіни, скелі й тінисті площі під оливковими деревами; але також порушені луки і пасовища голих пагорбів. Висота проживання: 0–800 м н. р. м.

## Галерея

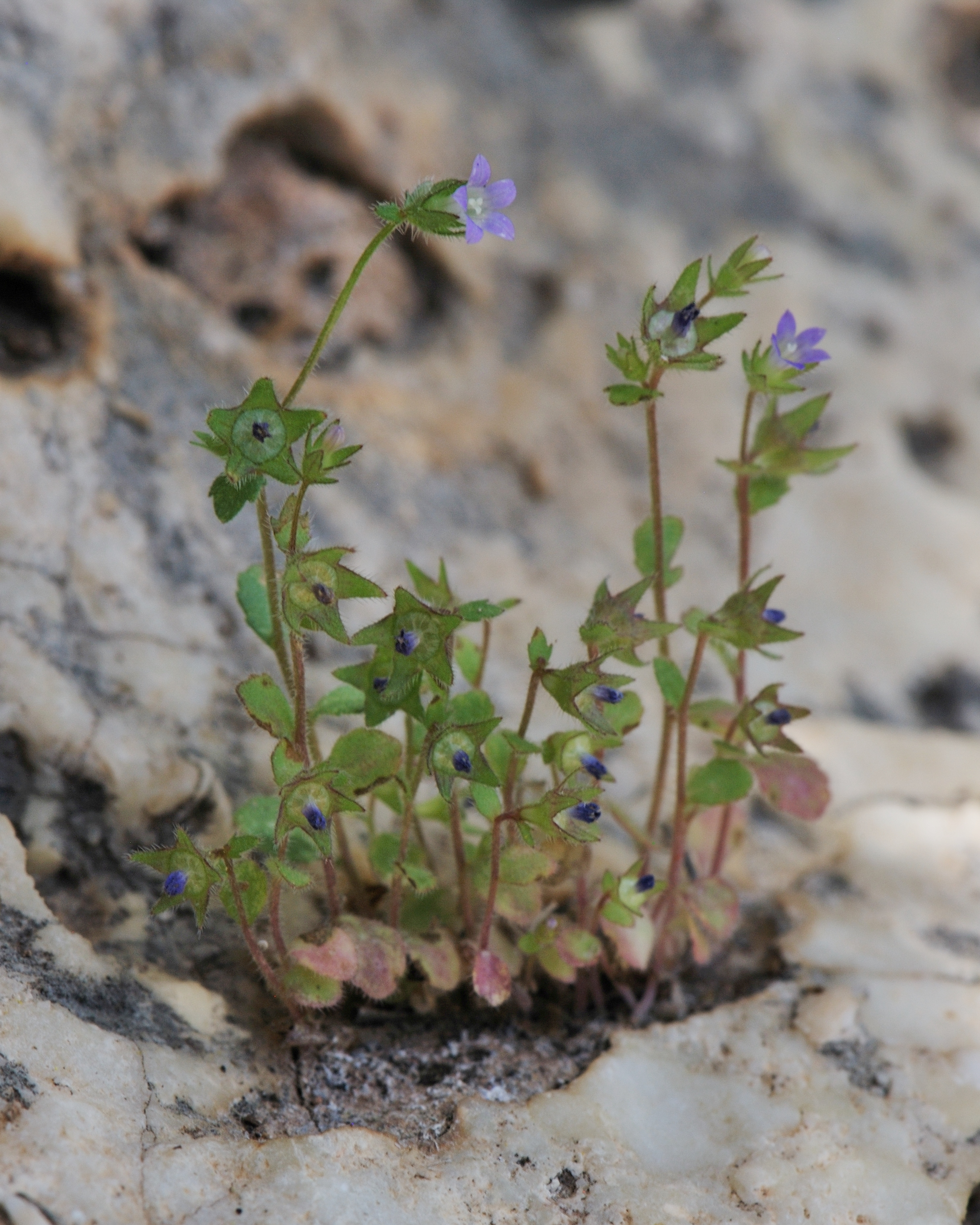
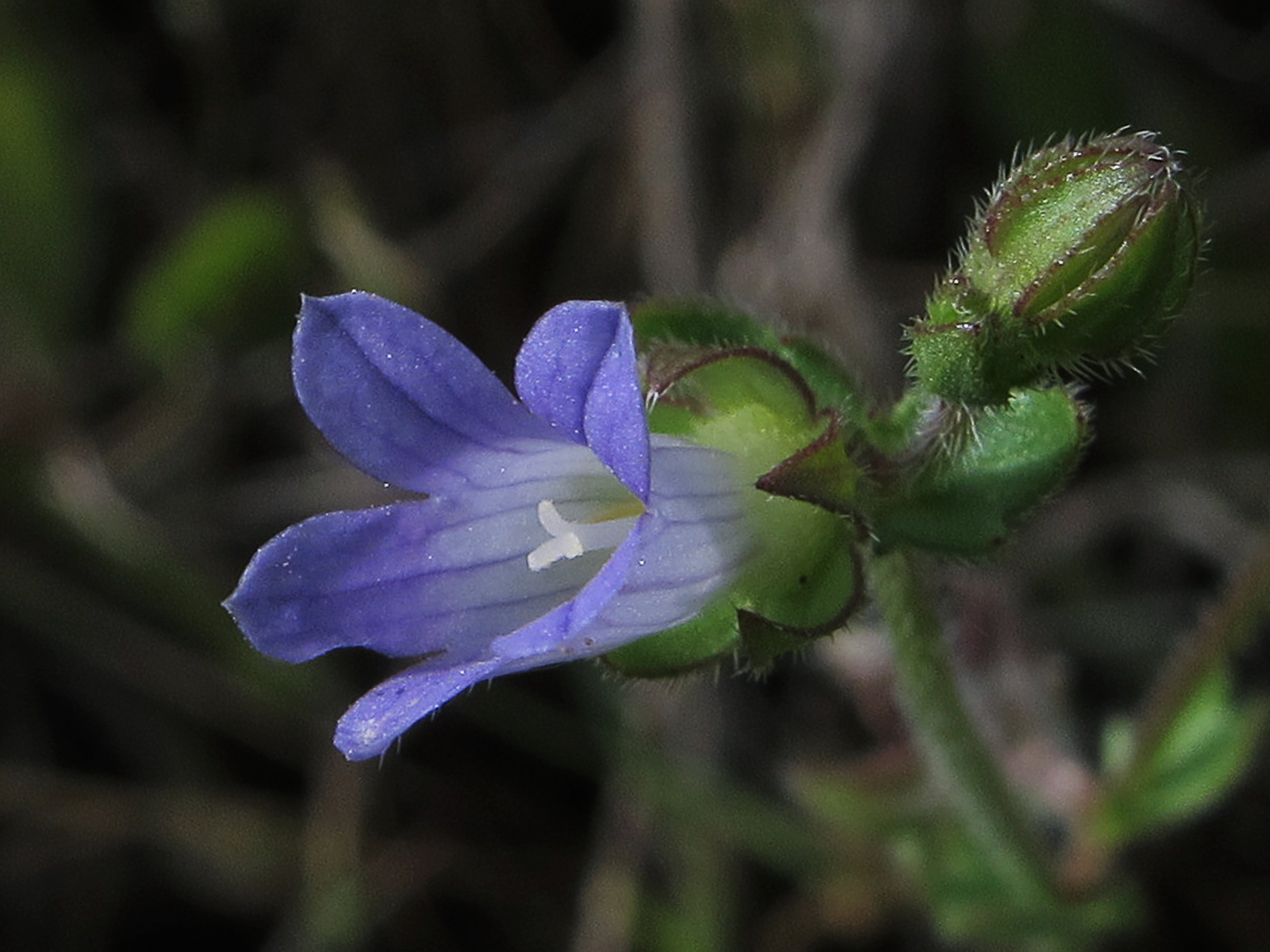